# Tjalk

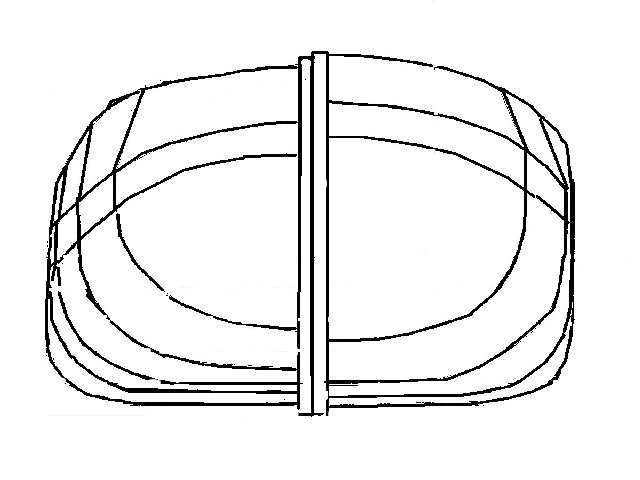
Tjalkspant

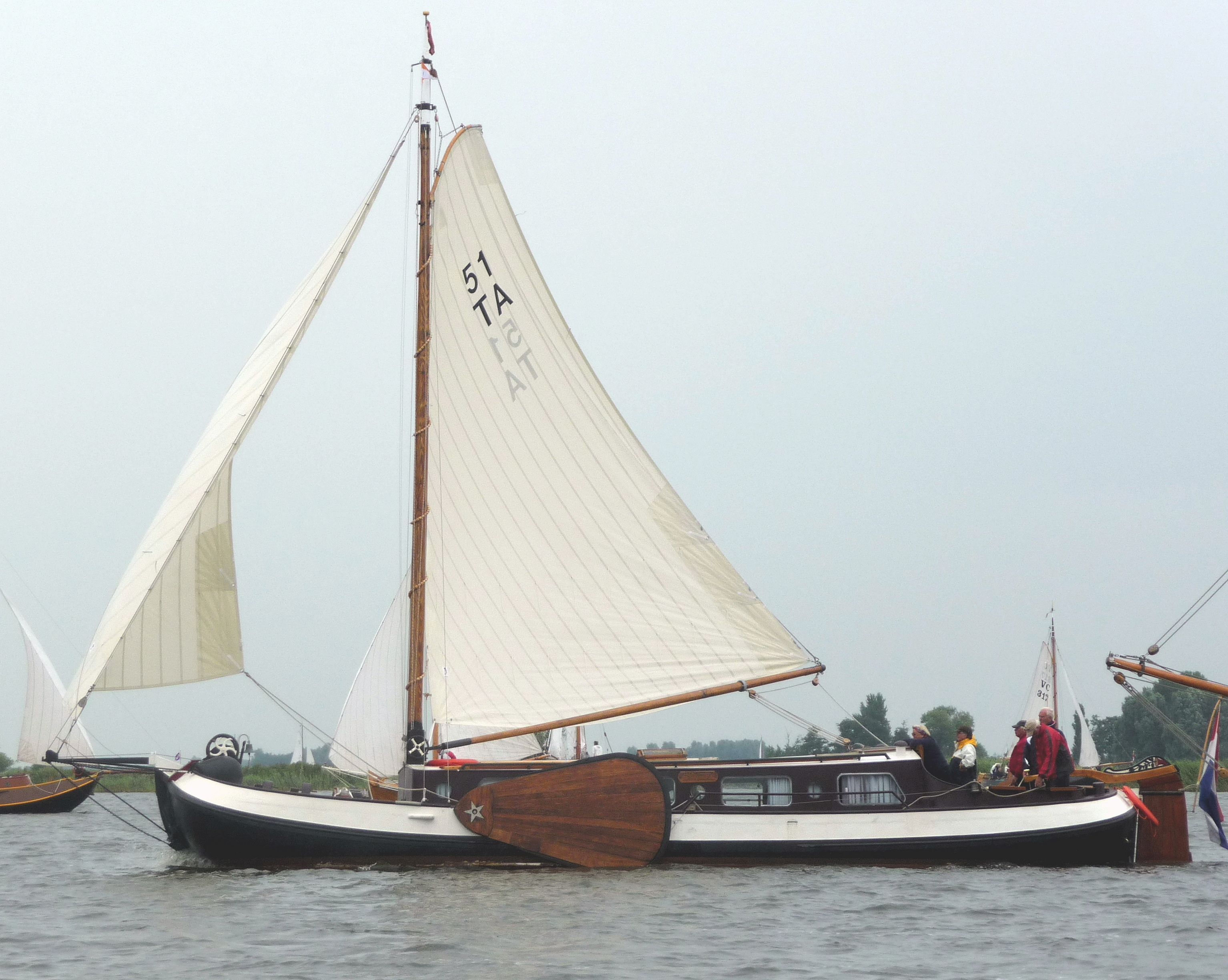
De tjalk Suez (TA51) tijdens het admiraalzeilen bij de VSRP lustrumreünie 2010

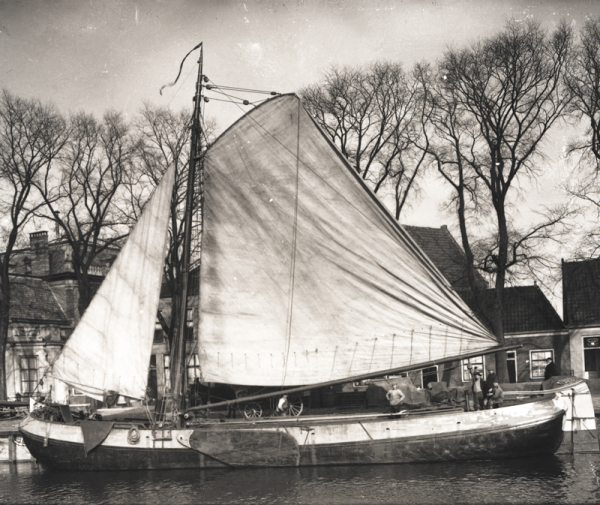
Een tjalk, in gebruik als beurtschip, in Enkhuizen, begin twintigste eeuw

De tjalk is een historisch zeilend vrachtschip voor de binnenwateren. De naam werd in de 17e eeuw voor het eerst gebruikt om schepen met ronde boeg aan te duiden. Dit scheepstype kent vele uitvoeringen.

## Kenmerken
De tjalk is lang, smal en ondiep van bouw, als een afgeronde doos. Verder heeft hij een volle ronde boeg en ronde kimmen. Op een paar uitzonderingen na hadden tjalken één mast. Ze voerden een gaffeltuig en waren voorzien van zijzwaarden. Tjalken werden aanvankelijk van hout gebouwd, later van ijzer en nog later van staal. Vanaf het einde van de negentiende eeuw werden ze ook voorzien van mechanische voortstuwing. Door soms sterke verschillen in uiterlijk, uitvoering, herkomst en gebruik, kregen tjalken vaak een daaraan verbonden naam. Voorbeelden zijn:
- Paviljoentjalk, naar het uiterlijk
- Koftjalk, naar de uitvoering
- Groninger tjalk, naar de herkomst
- Beurttjalk, naar gebruik

## Soorten en typen
- Beurttjalk: Een tjalk in gebruik voor de beurtvaart, wat inhoudt dat het schip volgens een vaste dienstregeling tussen twee of meer plaatsen voer.
- Boltjalk: Een lichte, in ijzer gebouwde tjalk, met een ronde kop (geen zichtbare stevens) in plaats van ronde boegen. Boltjalken werden vooral rond Groningen gebruikt.
- Dektjalk: Een tjalk zonder roef of paviljoen. Het woongedeelte was onderdeks. Deze tjalken werden hoofdzakelijk in de noordelijke provincies gebouwd. Daardoor hebben de meeste dektjalken een Groninger of Friese bouwwijze.
- Friese tjalk: Tjalk, meestal tussen de 80 en 140 ton voor de algemene vaart (kanalen, rivieren, Zuiderzee, Wadden en de Zeeuwse stromen). Wat sierlijker gebouwd dan meeste Groninger tjalken. Bij ledig schip daarvan te onderscheiden door de aanwezigheid van twee gangen onder het berghout. (Alhoewel het regelmatig gebeurt, is het fout om een skûtsje een Friese tjalk te noemen.)
- Groninger tjalk: Een tjalk met als kenmerk de brede huidgangen, zowel in staal als de houten uitvoeringen. De huidgangen kwamen wel in een hoek tegen de stevens, maar die hoek was kleiner dan bij de Friese tjalken. Ze werden gebouwd voor de vaart in de Veenkoloniën, waren smal en hadden weinig diepgang vergeleken met andere tjalken. De ijzeren tjalken die werden gebouwd voor de Wadden- en Sontvaart waren veel groter en forser, 80 tot 140 ton.
- Hektjalk, ook wel staatsietjalk genoemd: Een oud type tjalk waarbij het boeisel achter boven de berghouten omhoog doorloopt en een driehoek vormt (het hennengat) waardoor het helmhout loopt.
- Hollandse tjalk: Deze voornamelijk te Woubrugge gebouwde tjalk heeft net als de Friese tjalk smalle huidgangen die in een kleine hoek bij de stevens samenkomen. De berghouten komen horizontaal tegen de stevens en geven dit type zijn eigen aanzicht.
- IJsseltjalk: Een variatie op de paviljoentjalk. Zoals de naam al doet vermoeden, werden ijsseltjalken vooral rond de Hollandse IJssel gebouwd en gebruikt. IJsseltjalken waren betrekkelijk brede schepen met lage kruiplijn. Ze werden vooral gebruikt voor zand- en grindvervoer bij de baggerwerken op de IJssel. De laatste ijsseltjalk, de Maartje Neeltje, werd in 1916 in Capelle aan den IJssel gebouwd.
- Koftjalk: Een in Groningen gebouwde tjalk voor de Wadden- en Sontvaart, die echter een scherp (S-vormig) achter onderwaterschip had en een smallere en hogere kielplank. Kenmerkend is ook de voorsteven die als een schoenersteven naar voren uitgebouwd is en waarop de boegspriet rust.[1]
- Oostzeetjalk:
- Paviljoentjalk: Een tjalk met een verhoogd achterdek waaronder zich de schipperswoning bevond. Over dit achterdek strekt de opvallend lange helmstok. Deze schepen werden voornamelijk in Zuid-Holland gebouwd.
- Skûte: Friese tjalkachtige, die qua uitvoering tussen de Friese tjalk en het skûtsje valt.
- Skûtsje: In Friesland gebouwd schip, enigszins vergelijkbaar met een tjalk, met een maximumlengte van 20 meter, bestemd voor zeilend vrachtvervoer op het binnenwater.
- Zuid-Hollandse tjalk: Zie Hollandse tjalk.

## Andere tjalkachtige schepen
Er waren ook andere schepen die min of meer familie van de tjalk waren:
- Bolschip
- Bolpraam
- Potschip
- Otter (schip)

## Verspreidingsgebied
De tjalk was algemeen en kwam voor in een gebied dat zich uitstrekte van de Oostzee tot Noord-Frankrijk en Engeland. Het was zeker in de 18e en 19e eeuw in de Nederlanden het werkpaard en manusje-van-alles van het transport op het water. Met de grotere exemplaren werd ook kustvaart bedreven.

## Erfgoed
In Nederland zijn nog een groot aantal, hoofdzakelijk in ijzer (puddelijzer of brûsiser) en staal gebouwde tjalken aanwezig. Bij de neergang van de zeilvaart zijn de grootste tjalken omgebouwd tot motorvrachtschip. De kleinste zijn vaak gesloopt en de middenmoot werden vaak onherkenbaar omgebouwd tot woonboot. Veel woonschepen zijn later weer teruggebouwd en gerestaureerd tot pleziervaartuig of charterschip.